# NGC 3426
NGC 3426 este o galaxie LINER situată în constelația Leul. A fost descoperită în 23 martie 1887 de către Lewis A. Swift.